# Noemova potopa
Noemova potopa (v anglickém originále Noye’s Fludde) je „chrámová“ opera anglického skladatele Benjamina Brittena podle středověkého miráklu, tzv. Chesterské hry, o biblické potopě. Jde o dílo, které je určeno pro soubor sestávající jak z amatérských, tak z profesionálních sil. Dílo nebylo autorem primárně určeno pro divadelní scénu, ale mělo být uváděno v koncertních sálech nebo chrámových prostorách. Vysledné dílo proto představuje zajímavé projení opery, oratoria a scénické hry, v něm je jeviště spojeno s hledištěm v hravém biblickém podobenství o Noemově arše obohacené o lidské momenty sporu Noema s hašteřivou manželkou a pomlouvačnými přítelkyněmi Noemovy ženy.

## Inscenační historie

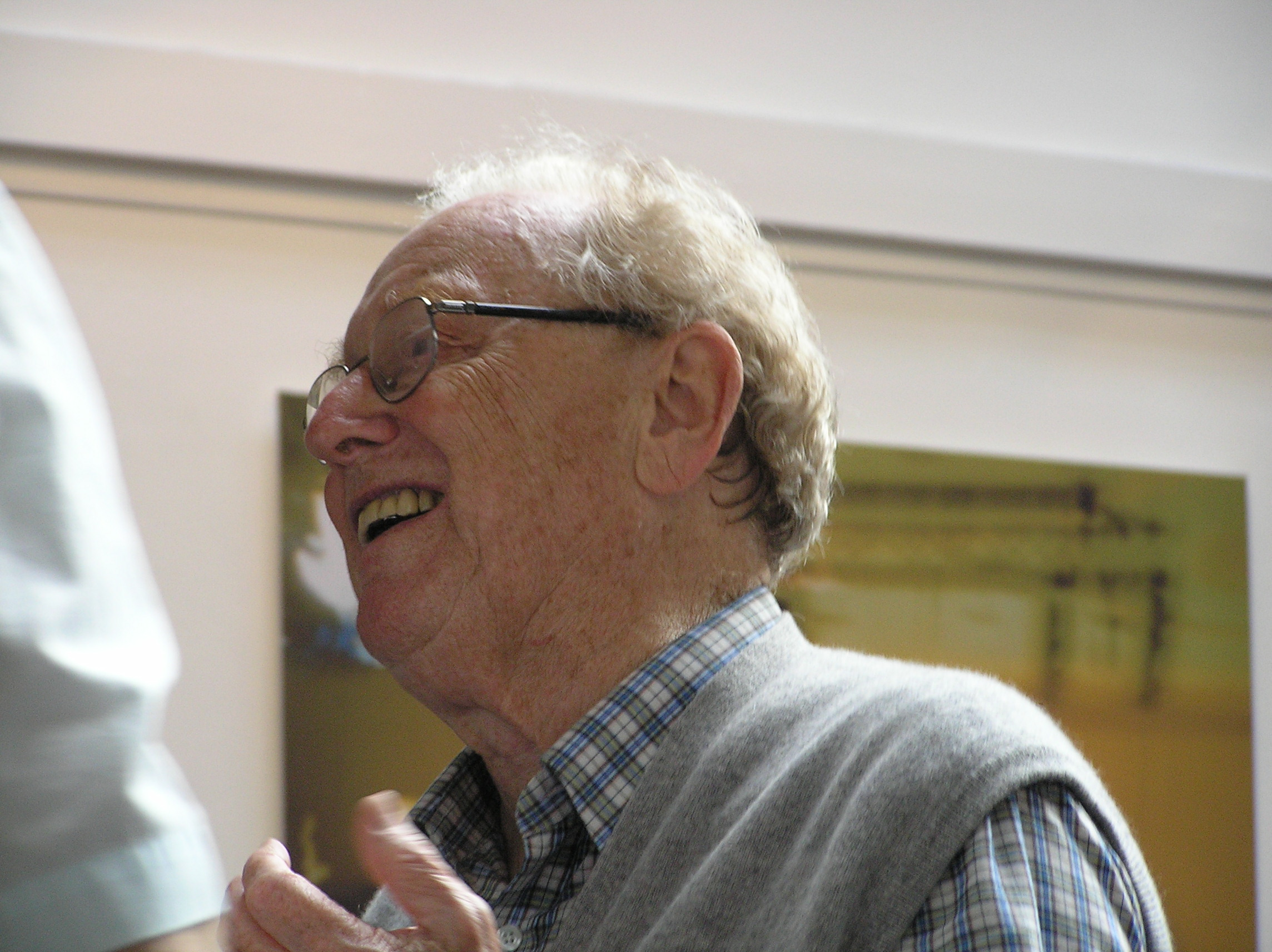
Charles Mackerras, první dirigent Noemovy potopy, 2005

Jako místo světové premiéry vybral Britten osobně vybral chrám sv. Bartoloměje v Orfordu. Premiéra opery se uskutečnila 18. června 1958 v rámci festivalu v Aldeburghu v Brittenově rodném Suffolku pod taktovkou Charlese Mackerrase. Ještě téhož roku na podzim bylo dílo velmi úspěšně uvedeno v Londýně (Southwark Cathedral), v následujícím roce 1959 pak zaznělo poprvé v USA a o rok později v Kanadě. Prvním provedením v tradičním divadelním prostoru byla patrně britská inscenace v londýnském Roundhouse Theatre roku 1972. Mezi velmi netradiční inscenační varianty patří ta z roku 2005, kdy byla opera inscenována v auditoriu norimberské zoologické zahrady. Téhož roku byla uvedena i v zoologické zahradě v Belfastu.
V Česku byla opera naposledy uvedena v roce 2016 koncertně pražským Národním divadlem  ve spolupráci s Kühnovým dětským sborem. Orchestr Národního divadla byl pro tuto příležitost rozšířen o studenty Pražské konzervatoře, smyčcový orchestr Piccoli Archi di Praga a studenty Gymnázia a Hudební školy hl. m. Prahy. Dílo nastudoval dirigent David Švec. Plnohodnotná (scénická) inscenace vznikla v červnu 1995 pod názvem Archa Noemova v rámci festivalu Janáčkovy Hukvaldy. Tehdy tuto operu uvedl v češtině anglický režisér David Sulkin s desítkami dětí z ostravského Operního studia Národního divadla moravskoslezského a hukvaldské základní školy.

## Charakteristika díla
Partituru Britten ozvláštnil použitím několika méně obvyklých hudebních nástrojů vedle běžně užívaných instrumentů (smyčcový kvartet, rozšířené bicí, klavír pro čtyři ruce, flétny, varhany). Využil různé bicí nástroje, větrostroj a také smirkový papír, třený o dřevěné bloky i šálky se lžičkami, a především zvonky.